# Jean-Pierre Cénac
Pour les articles homonymes, voir Cénac.
Jean-Pierre Cénac est un homme politique français né le 4 février 1799 à Lourdes (Hautes-Pyrénées) et décédé le 5 janvier 1882 à Argelès (Hautes-Pyrénées).

## Biographie
Médecin à Argelès, il est un opposant à la monarchie de Juillet. Sous commissaire de la République à Argelès en février 1848, il est député des Hautes-Pyrénées de 1848 à 1849, siégeant à gauche et conseiller général du canton d'Argelès-Gazost de 1870 à son décès. Il est chevalier de la Légion d'honneur (1880).